# بخش دلاوان، شهرستان فاریبولت، مینه سوتا
بخش دلاوان (به انگلیسی: Delavan Township) یک منطقهٔ مسکونی در ایالات متحده آمریکا است که در شهرستان فریبلت، مینه‌سوتا واقع شده‌است.
 بخش دلاوان ۹۱٫۹ کیلومتر مربع مساحت و ۲۷۵ نفر جمعیت دارد و ۳۱۷ متر بالاتر از سطح دریا واقع شده‌است.